# Chloé Mons
Pour les articles homonymes, voir Mons (homonymie).
 (février 2018).
Chloé Mons, née le 8 décembre 1972 à Lille, est une actrice et chanteuse française.
Elle a été l'épouse d'Alain Bashung, avec qui elle a collaboré à divers projets musicaux.

## Biographie
Ayant grandi à Lille  dans une famille de musiciens, Chloé Mons est la sœur de Barnabé Mons, leader du groupe lillois de rock psychédélique Sheetah & Les Weissmullers. Elle devient l'égérie du photographe américain Tom Sewell, avant d'épouser en 2001 le chanteur Alain Bashung rencontré sur le tournage du clip La nuit je mens et avec qui elle enregistre pour leur mariage le Cantique des cantiques sur une musique de Rodolphe Burger. Ils ont une fille, prénommée Poppée.
En 2006, inspirée par les Lettres à ma fille de Calamity Jane, elle écrit et compose La Ballade de Calamity Jane. Le projet voit le jour avec la participation d'Alain Bashung et du guitariste et leader du groupe Kat Onoma, Rodolphe Burger. Elle publie la même année son premier album solo Chienne d'un seul, qu'elle défend sur scène en première partie d'Alain Bashung sur La Tournée des grands espaces. En 2009, elle écrit, compose et produit elle-même son deuxième album solo : Par la rivière, opus qu'elle définit « punk/country » et qu'elle joue seule ou en formation réduite dans de petites salles en France ou aux États-Unis.
Son troisième album solo Walking, enregistré à la fin de l'année 2010 à Kingston (état de New York) et produit par Malcolm Burn, parait en mai 2011. Elle se produit depuis sur scène, accompagnée par le guitariste Yan Péchin.
En mars 2012, elle publie Let Go aux éditions Fetjaine, qui raconte sous forme de journal intime les dernières heures d'Alain Bashung, disparu en 2009.
Après un album de reprises de standards des années 1950 réalisé en collaboration avec le guitariste Xavier Boussiron, Il Buio (à noter, la participation de Salvatore Adamo sur le titre La Notte), elle réunit à nouveau l'équipe de Walking et part en novembre 2012 dans le Sud de l’Inde (Mysore, Karnataka). Il s’agit du projet d'album Soon, puis des films American Diary, Ma Californie et Mysore express.
En 2016, elle participe à la « proposition théâtrale et musicale » d'Alain Klingler Je n’ai rien contre le réveillon.
La même année, elle sort son huitième album Alectrona qu’elle définit comme un album de « rock de chambre », les codes du rock’n roll étant confrontés à la forme classique de la musique de chambre, avec dix chansons qu'elle a écrites et composées et dont la réalisation a été confiée au musicien allemand Blixa Bargeld (chanteur de Einsturzende Neubauten, et grand complice de Nick Cave dans les Bad Seeds).
En 2018 , elle termine l’écriture d’un nouvel album. Cette fois-ci c’est une collaboration avec Chris Eckman (chanteur des Walabouts et créateur du label GlitterBeats Records), qui l’aide à défricher un nouveau terrain de jeux où se mêle sons élèctro et chaleur organique du piano qui reste son allié. Elle invite quelques artistes et complices à poser leurs voix sur certaines chansons, dont Jean-Louis Murat. C’est l’album « Hôtel de l’univers ».
En 2019, Elle travaille une nouvelle fois avec Alain Klingler pour la création théâtrale « Je ne suis pas narcissique » qui sera jouée au Festival d’Avignon en Juillet et sera repris à Paris au Lucernaire en Mai 2023 pour 5 semaines.
En 2020, elle publie un second livre, « Jachère » chez Médiapop. Il ressortira en 2023 au Livre de Poche.
En 2021, elle sort un nouvel album « Globe-Trotter » avec pour sous-titre « Ode to Bond » puisqu’il s’agit d’un ensemble de reprises de génériques de James Bond ; héros qu’elle adore depuis l’enfance. Pour cet album, elle s’aventure dans un jazz éthéré et post-apocalyptique (le confinement est passé par là). Pour la première fois, elle mêle les cuivres d’un saxo (Fréderic Guastard) à son piano. Yan Péchin et Arnaud Dieterlen sont aussi de la partie.
En 2024, sort un troisième livre SPACING, rassemblant textes et photos, aux éditions Médiapop.

## Filmographie
- 1999 : Les Passagers, de Jean-Claude Guiguet
- 1999 : Rien à faire, de Marion Vernoux
- 2000 : Tontaine et Tonton, de Tonie Marshall (TV)
- 2000 : Scénarios sur la drogue, de Marion Vernoux (segment Drugstore)
- 2000 : La Confusion des genres, d'Ilan Duran Cohen
- 2001 : L'Art (délicat) de la séduction, de Richard Berry
- 2001 : Sur mes lèvres, de Jacques Audiard
- 2002 : Ma caméra et moi, de Christophe Loizillon
- 2002 : La Mentale, de Manuel Boursinhac
- 2003 : Motus, de Laurence Ferreira Barbosa (TV)
- 2003 : Il est plus facile pour un chameau..., de Valeria Bruni-Tedeschi
- 2003 : Le Coût de la vie, de Philippe Le Guay
- 2008 : Sweet Valentine de Emma Luchini
- 2012 : Le Grand soir de Gustave Kervern et Benoît Delépine
- 2022 : Fifi de Jeanne Aslan et Paul Saintillan
- 2024 : Conte nuptial de Claire Bonnefoy

## Discographie
- 2001 : Le Rock : Max et le rock (1 livre + 1 CD audio), par Leigh Sauerwein, Laurent Corvaisier, Rodolphe Burger et Chloé Mons
- 2002 : Cantique des cantiques, avec Alain Bashung
- 2006 : La Ballade de Calamity Jane par Chloé Mons, Alain Bashung et Rodolphe Burger
- 2006 : Chienne d'un seul
- 2009 : Par la rivière
- 2011 : Walking
- 2012 : Il Buio avec Xavier Boussiron
- 2012 : Soon
- 2014 : Alectrona
- 2018: Hotel de l'univers
- 2021: Globe-trotter/Ode to Bond

## Théâtre
- 2020 : Étude pour le Cantique des cantiques d'Aurélie Gandit - compositrice
- 2021 : Wonder Woman enterre son papa de Sophie Cusset - compositrice et comédienne
- 2023: Je ne suis pas narcissique de Alain Klingler et Sophie Rockwell